# مارسل واندرس
مارسل واندرس (به انگلیسی: Marcel Wanders)؛ (زادهٔ ۲ ژوئیهٔ ۱۹۶۳ میلادی) یک طراح اهل هلند و مدیر هنری استودیو مارسل واندرس در آمستردام است که پروژه‌های معماری، طراحی داخلی و طراحی صنعتی را انجام می‌دهد.